# ジョーダン・レナートン
ジョーダン・M・レナートン（Jordan M. Lennerton , 1986年2月16日 - ）は、 カナダ連邦ブリティッシュコロンビア州ラングリー出身の元プロ野球選手（一塁手）。左投左打。

## 経歴

### プロ入り前
2004年、MLBドラフト50巡目（全体1486位）でトロント・ブルージェイズから指名されたが契約には至らなかった。
2005年、MLBドラフト41巡目（全体1223位）でミルウォーキー・ブルワーズから指名されたが契約には至らなかった。

### タイガース傘下時代
2008年、MLBドラフト33巡目（全体1003位）でデトロイト・タイガースから指名され入団。
2012年9月11日に第3回WBC予選のカナダ代表に選出された。
2013年、AAA級トレド・マッドヘンズに昇格。シーズン途中に行われたオールスター・フューチャーズゲームに選出された。この年はAAA級で139試合に出場し、17本塁打57打点、打率.278だった。10月1日にはローリングス・ゴールドグラブ賞のマイナーリーグ・一塁手部門を受賞。11月20日に40人枠入りを果たした。
2014年2月17日にタイガースと1年契約に合意した。開幕後は13試合に出場したが、5月5日に40人枠を外れ、AAA級トレドへ降格した。
2015年は、6月17日に2015年パンアメリカン競技大会の男子野球カナダ代表に選出された。7月に行われた同大会では2大会連続2度目の優勝を果たし、金メダルを獲得した。一方、7月24日にタイガースからリリースされた。

### ブレーブス傘下時代
2015年7月27日にアトランタ・ブレーブスとマイナー契約を結び、AAA級グウィネット・ブレーブスでプレーした。オフの10月20日に第1回WBSCプレミア12のカナダ代表に選出された。
2016年3月21日にブレーブスからリリースされた。

### 独立リーグ時代
ブレーブス退団後はカナディアン・アメリカン・リーグのケベック・キャピタルズに入団し、2018年までの3年間プレーした。

## 詳細情報

### 代表歴
- 2013 ワールド・ベースボール・クラシック・カナダ代表
- 2015年パンアメリカン競技大会男子野球カナダ代表
- 2015 WBSCプレミア12 カナダ代表
- 2019 WBSCプレミア12 カナダ代表